# My Girl (serie de televisión de 2008)
My Girl es una serie de televisión filipina transmitido por ABS-CBN desde 26 de mayo hasta 5 de septiembre de 2008. Está protagonizada por Kim Chiu, Gerald Anderson y Enchong Dee. Se trata de un remake de la serie de televisión surcoreana del mismo nombre que salió al aire por SBS en 2005.

## Reparto

### Reparto principal
- Kim Chiu como Jasmine Estocapio.
- Gerald Anderson como Julian Abueva.
- Enchong Dee como Nico Legaspi.
- Niña Jose como Anika Ramirez.

### Elenco secundario
- Alex Gonzaga como Christine.
- Ronaldo Valdez como Gregory "Greg" Abueva.
- Bing Loyzaga como Bel Abueva.
- Lito Pimentel como Chito Estocapio.
- DJ Durano como John.
- Kaye Brosas como Tessie Legaspi.
- Regine Angeles como Shiela.
- David Chua como Jeffrey.

### Elenco extendida
- Nicole Uysiuseng como Hannah Abueva/Miranda Castro.
- Robi Domingo como Vincent.
- Josef Elizalde como Samboy.
- Keanna Reeves como Nena.
- Malou Crisologo como Tilde.

## Banda sonora
1. My Girl - Sam Milby
2. Sabihin Mo Na - Yeng Constantino
3. Crazy Love (Chinese Version) - Kim Chiu
4. Gulo, Hilo, Lito - Acel van Ommen
5. Kahit 'Di Mo Napapansin - Richard Poon
6. Pusong Lito - Kim Chiu
7. Sabihin Mo Na - Kim Chiu y Gerald Anderson

## Emisión
| País      | Cadenas/Canal                           | Título                 | Fecha de inicio    | Fecha de finalización   |
| --------- | --------------------------------------- | ---------------------- | ------------------ | ----------------------- |
| Filipinas | ABS-CBN                                 | My Girl                | 26 de mayo de 2008 | 5 de septiembre de 2008 |
| Filipinas | Studio 23 (ahora ABS-CBN Sports+Action) | My Girl: One More Time | 2010               | 2011                    |
|           | The Filipino Channel                    | My Girl                | 2008               | 2008                    |
| Malasia   | TV3                                     | My Girl                | 2013               | 2013                    |
| Vietnam   | TodayTV VTC7                            | Tình em trong anh      | 2013               | 2014                    |